# Schubbige oesterzwam
De schubbige oesterzwam (Pleurotus dryinus) is een schimmel behorend tot de familie Pleurotaceae. Hij komt voor op levende (vaak wondplekken) en dode stammen en stronken van loofbomen. Hij wordt meestal waargenomen op eik, beuk en populier, opvallend vaak in parken en lanen.

## Kenmerken
De vruchtlichamen van de schubbigge oesterzwam staan meestal alleen. De rand van jonge exemplaren is lang opgerold met een tere sluier. De vruchtlichamen zijn witachtig van kleur, later geelachtig, bedekt met een bruingrijs hyfenvilt dat met de jaren openbreekt en een relatief taaie schors vormt. De paddenstoelen zullen iets geel worden bij het drogen en bij kneuzen. De verre, aflopende lamellen zijn wit, deels gevorkt en deels kruiselings verbonden. De witachtig crème steel is meestal excentrisch geplaatst, kort (20-60 mm lang en 10-40 mm breed) en bedekt met een wit vilt.
De sporenprint is wit. De sporen hebben de afmeting 9–13 × 3–4 µm.
In Noord-Afrika is een variëteit uteosaturatus bekend, die groeit op stronken van de Atlasceder, een felgele stengel, lamellen en vruchtvlees heeft.

## Ecologie
De schubbige oesterzwam is een zwakteparasiet op loof- en naaldbomen, die intens witrot veroorzaakt en langzaam zijn gastheer doodt. Het kan hierna nog enige tijd als saprobiont blijven leven nadat de gastheer is overleden. Hij komt voor in verschillende bossoorten, vooral langs bosranden en bospaden.

## Verspreiding
De schubbige oesterzwam komt voor in het Holarctisch gebied en in de noordelijke subtropen in Europa, Noord-Afrika, Azië, Midden- en Noord-Amerika. Hij staat op de rode lijst in de categorie 'Gevoelig'.

## Eetbaarheid
De schubbige oesterzwam is geen eetbare paddenstoel.